# 馬瑟維爾 (密西西比州)
馬瑟維爾（英語：Matherville）是位於美國密西西比州韋恩縣的非建制地區。

## 歷史
馬瑟維爾的郵局於1884年設立，其後於1979年停運。

## 地理
馬瑟維爾所處的海拔為高於海平面87米（即285英呎），而該地所採用的時區為UTC-6，即北美中部時區（CST）。同時該地設有夏令時間，為UTC-6調快一小時，即UTC-5（CDT）。